# Interzone
Interzone är en brittisk science fiction-tidskrift. Tidskriften startades 1982 och har varit ett viktigt forum för utvecklingen av brittisk science fiction, bland annat genom att vara bidragande till att författare som Stephen Baxter, Greg Egan, Kim Newman, Alastair Reynolds och Charles Stross kunde starta sina karriärer.